# Stanley Kramer
Stanley Kramer (29. září 1913 Brooklyn, New York – 19. února 2001 Woodland Hills, Kalifornie) byl americký filmový režisér a producent židovského původu. Vysokoškolské vzdělání získal na Newyorské univerzitě. K filmu se dostal jako zpracovatel textů a dialogů. Postupně se prosazoval jako producent, pak režisér, nakonec řídil svou vlastní produkční společnost. V jeho filmech hrály ty největší hvězdy jeho současnosti, jako Katharine Hepburnová, Gary Cooper, Spencer Tracy a další. Jeho filmy a výkony herců byly osmdesátkrát nominovány na Oscara, v šestnácti případech cenu skutečně získaly. Ale i když šest z jeho filmů bylo nominováno na Oscara v hlavní kategorii nejlepší film, nikdy toto ocenění neobdržel. Přestože se filmy na nichž se nějakým způsobem podílel, řadí mezi nesmrtelné, zpočátku se prosadil jako průkopník nezávislé produkce. Snímky byl totiž schopen vyrobit nesmírně levně. Přesto v jeho filmech chtěly hrát i zhýčkané hvězdy Hollywoodu. Filmy, které režíroval jsou silně politicky liberální a týkají se rasových předsudků, kreacionismu nebo jaderné války. Přesto tvrdil: „Nechci měnit svět. Stačí mi, když dva lidi vyjdou z kina dejme tomu v Kansas City a jeden druhému řekne: Něco takového jsem ještě neviděl.“

## Filmografie
- Ne jako cizinec (Not as a Stranger, 1955)
- Útěk v řetězech (The Defiant Ones, 1958)
- Na břehu (On the Beach, 1959)
- Kdo seje vítr (Inherit the Wind, 1960)
- Norimberský proces (Judgment at Nuremberg, 1961)
- To je ale bláznivý svět (It's a Mad, Mad, Mad, Mad World, 1963)
- Loď bláznů (Ship of Fools, 1965)
- Hádej, kdo přijde na večeři (Guess Who's Coming to Dinner, 1967)
- Když běžec klopýtne (The Runner Stumbles, 1979)